# Les Nymphéas à Giverny
Les Nymphéas à Giverny est un tableau réalisé en 1917 par le peintre français Claude Monet. Partie de sa série Les Nymphéas, cette huile sur toile est un paysage qui représente la surface d'un bassin de nénuphars agrémentant la propriété de l'artiste à Giverny, dans l'Eure. Don de la Société des amis du musée des Beaux-Arts de Nantes en 1938, l'œuvre est conservée au sein des collections du musée d'Arts de Nantes, à Nantes.